# Samuel Otieno
Samuel Otieno (10 aprile 1973) è un ex mezzofondista e maratoneta keniota.

## Biografia
Ha partecipato a due edizioni dei Mondiali juniores di corsa campestre, nel 1990 e nel 1992, piazzandosi rispettivamente in quinta ed in decima posizione, e vincendo 2 medaglie d'oro a squadre.

## Palmarès
| Anno | Manifestazione    | Sede          | Evento         | Risultato | Prestazione | Note |
| ---- | ----------------- | ------------- | -------------- | --------- | ----------- | ---- |
| 1990 | Mondiali di cross | Aix-les-Bains | Corsa juniores | 5º        | 22'35"      |      |
| 1990 | Mondiali di cross | Aix-les-Bains | A squadre      | Oro       | 12 p.       |      |
| 1992 | Mondiali di cross | Boston        | Corsa juniores | 10º       | 24'20"      |      |
| 1992 | Mondiali di cross | Boston        | A squadre      | Oro       | 18 p.       |      |

## Campionati nazionali
1992
- 6º ai campionati kenioti, 10000 m piani - 29'20"6

1996
- 24º ai campionati kenioti di corsa campestre - 37'08"

1997
- 19º ai campionati kenioti di corsa campestre - 36'31"

## Altre competizioni internazionali
1993
- 6º alla San Silvestro Vallecana ( Madrid), 9 km - 26'02"
- Oro al Jean Bouin Memorial ( Barcellona), 9,8 km - 27'52"
- 13º al Nairobi International Crosscountry ( Nairobi) - 31'08"
- Bronzo al Cross Internacional de la Constitucion ( Alcobendas) - 28'38"

1994
- 5º al Jean Bouin Memorial ( Barcellona), 9,8 km - 28'00"
- 6º al Cross Internacional de la Constitucion ( Alcobendas) - 29'50"
- Bronzo al Punta Parayas Crosscountry ( Camargo) - 39'21"

1995
- 4º al Jean Bouin Memorial ( Barcellona), 9,8 km - 28'01"
- 6º al Cross Internacional de la Constitucion ( Alcobendas) - 30'47"

1996
- 7º al Nairobi International Crosscountry ( Nairobi) - 36'47"

1997
- Oro alla Suresnes Foulees ( Suresnes) - 28'02"
- 21º al Nairobi International Crosscountry ( Nairobi) - 36'47"

1998
- Argento alla Sedan-Charleville ( Charleville-Mézières), 24 km - 1h11'52"
- Oro alla Mezza maratona di Auch ( Auch) - 1h01'35"
- Oro alla Mezza maratona di Niort ( Niort) - 1h02'21"
- Argento alla 20 km di Tours ( Tours) - 59'13"
- 4º alla 20 km di Maroilles ( Maroilles) - 59'57"

1999
- 12º alla Maratona di New York ( New York) - 2h14'48"
- Bronzo alla Maratona di Amburgo ( Amburgo) - 2h10'41"
- Oro alla Mezza maratona di Hastings ( Hastings) - 1h01'37"
- 20º alla Utica Boilermaker ( Utica), 15 km - 46'05"

2000
- 11º alla Maratona di Chicago ( Chicago) - 2h14'06"
- Argento alla Maratona di Parigi ( Parigi) - 2h09'10"

2001
- 5º alla Twin Cities Marathon ( Saint Paul) - 2h14'49"